# NGC 4852
NGC 4852 ist ein galaktischer Offener Sternhaufen im Sternbild Zentaur am Südsternhimmel mit einer Winkelausdehnung von 12' und einer scheinbaren visuellen Helligkeit von etwa 8,9 mag. Das Objekt wurde am 30. April 1826 von James Dunlop entdeckt.